# Thillot
Thillot é uma comuna francesa na região administrativa de Grande Leste, no departamento de Meuse. Estende-se por uma área de 3,65 km². Em 2010 a comuna tinha 229 habitantes (densidade: 62,7 hab./km²).